# لغة الإرزيا
لغة الإرزيا (بالإرزية:эрзянь кель) هي لغة يتكلمها 260000 نسمة في الشمال والشرق و الشمال الغربي من جمهورية موردوفيا بالإضافة إلى بعض المناطق المجاورة من روسيا. ثمة شتاتٌ من متحدثي اللغة الإرزية في كلٍ من أرمينيا، إستونيا، كازاخستان و غيرها من جمهوريات آسيا الوسطى حديثة الاستقلال. تُكتب لغة الإرزيا حالياً بالأبجدية السيريلية بشكلها المستخدم في اللغة الروسية من دون تعديل. تعتبر الإرزية لغة رسمية في جمهورية موردوفيا إلى جانب كل من الموكشا والروسية.
تنتمي لغة الإرزيا إلى الفرع الموردفيني من اللغات الأورالية.
الإرزية وثيقة الصلة بلغة الموكشا، إلا أنها تفترق عنها في نواحي الصوتيات والمفردات و المورفولوجيا.